# Inspekcja Zbożowa
Inspekcja Zbożowa – naczelny organ administracji rządowej istniejący w latach 1952–1970, mający na celu przeprowadzanie kontroli dystrybucji i obrotu produktami zbożowymi.

## Działalność
Na podstawie ustawy z 1952 r. o Inspekcji Zbożowej powołana nowy organ.
Do zakresu działania Inspekcji należała:
- inspekcja skupu oraz zbytu zbóż i przetworów zbożowych w zakresie składowania, przetwórstwa i transportu,
- badania i określania jakości zbóż i przetworów zbożowych, stanowiących przedmiot skupu i zbytu.

Do wykonania swoich zadań organy inspekcji uprawnione były do:
- wkraczania do pomieszczeń oraz środków transportowych, w których znajdowało się zboże i jego przetwory lub które były przeznaczone do składowania albo przewozu zbóż i przetworów zbożowych,
- pobierania prób zbóż i ich przetworów,
- przeglądania dokumentów i ksiąg oraz żądanie wyjaśnień.

Inspekcja Zbożowa podlegała Prezesowi Centralnego Urzędu Skupu i Kontraktacji.
Na czele Inspekcji Zbożowej stał główny inspektor, któremu podlegały delegatury wojewódzkie.
Na czele wojewódzkich delegatur stali wojewódzcy inspektorzy.
Na wniosek głównego inspektora Prezesowi Centralnego Urzędu Skupu i Kontraktacji powoływał delegatury powiatowe, na czele których stały powiatowi inspektorzy, podlegli wojewódzkim inspektorom.
Głównego inspektora oraz jego zastępców powoływał i zwalniał Prezes Centralnego Urzędu Skupu i Kontraktacji.
Na podstawie ustawy z 1970 r. o Państwowej Inspekcji Skupu i Przetwórstwa Artykułów Rolnych zniesiono Inspekcję Zbożową.